# Половников, Аркадий Михайлович
Аркадий Михайлович Половников (10 июля 1928, Казань — 30 марта 2021, Москва) — советский и российский архитектор. Заслуженный архитектор РСФСР (1985). Почётный член отделения архитектуры Российской академии архитектуры и строительных наук. Член Российской академии естественных наук.

## Биография

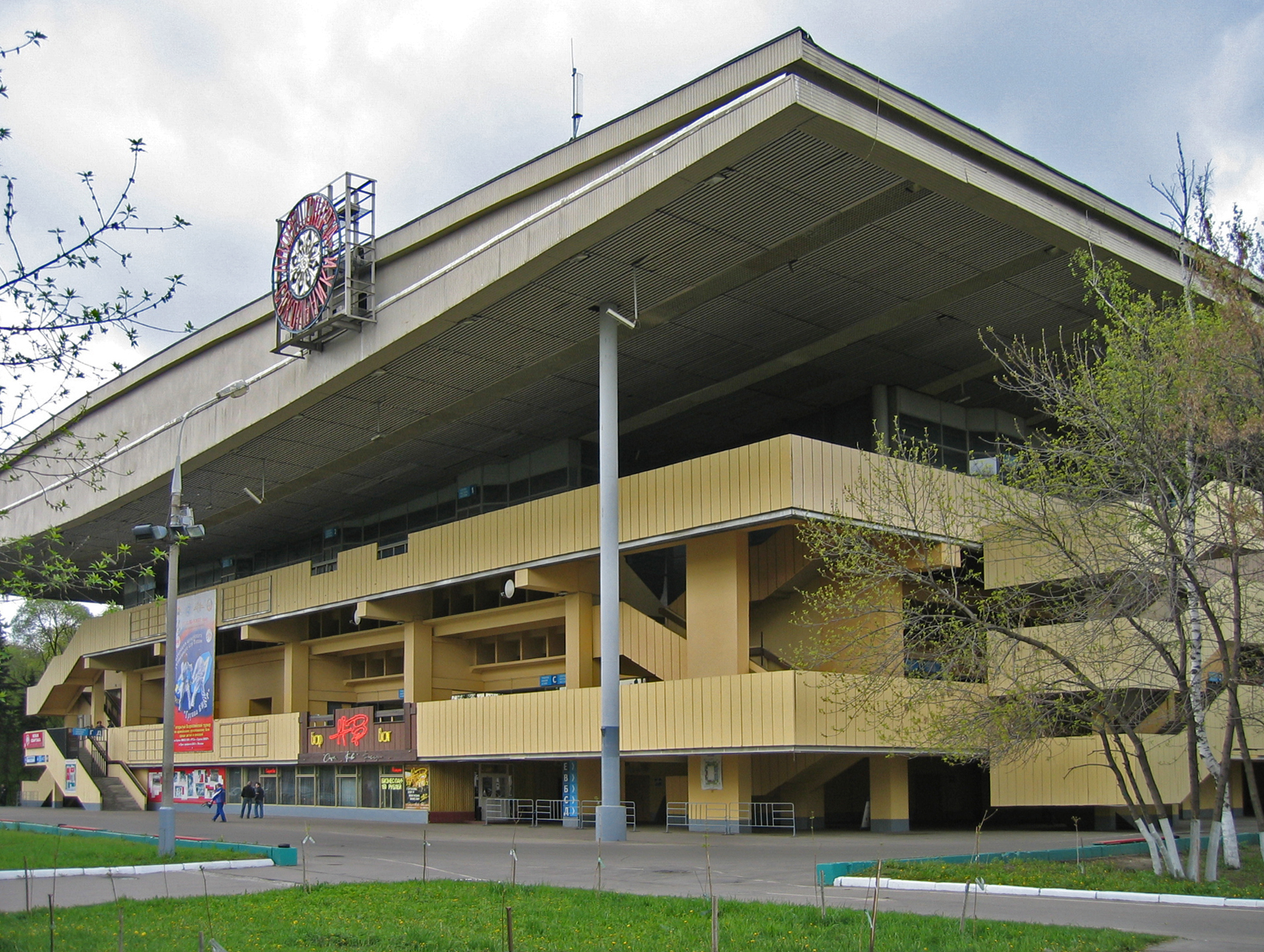
Дворец спорта «Сокольники»

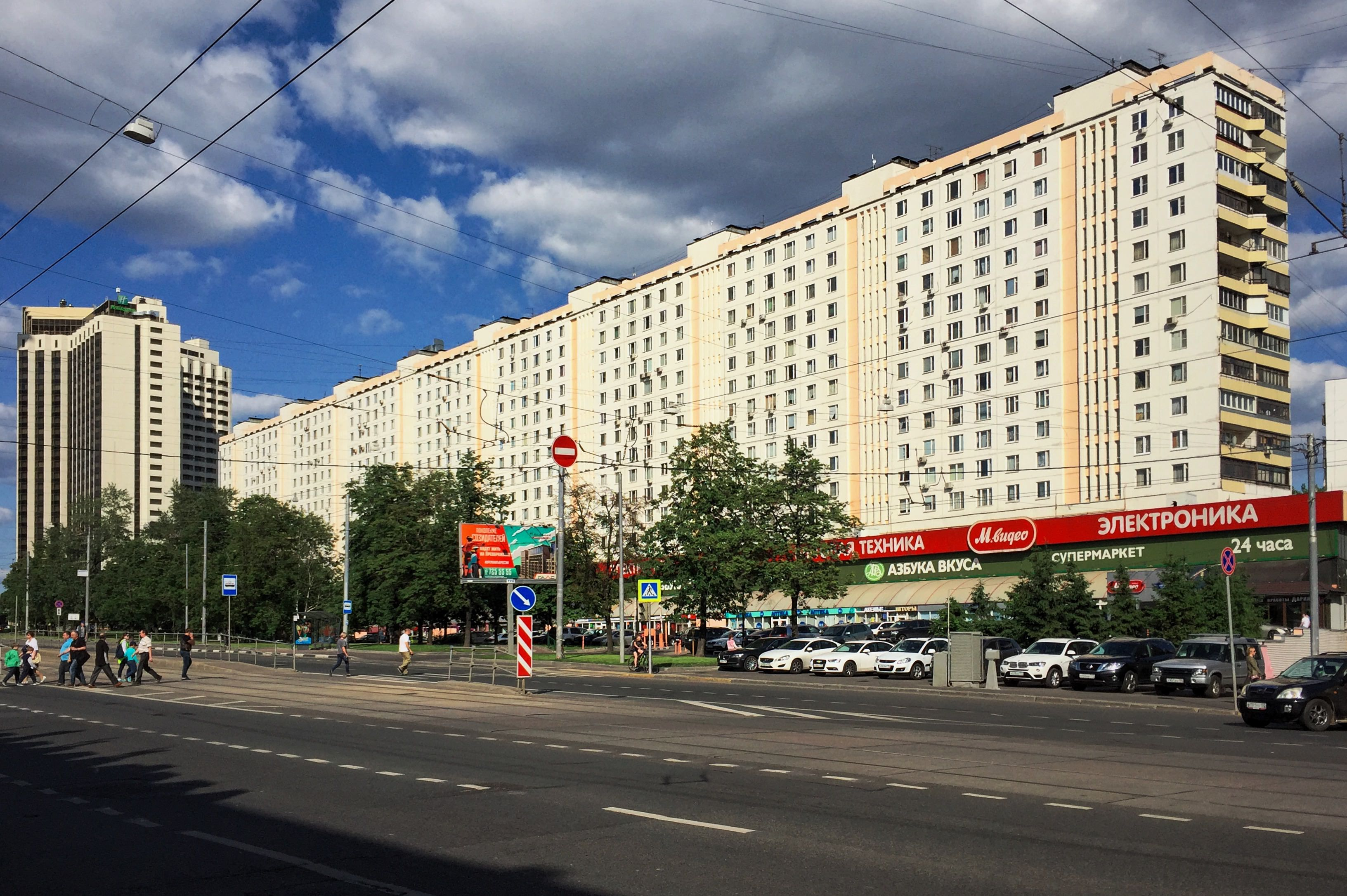
Русаковская улица, 22

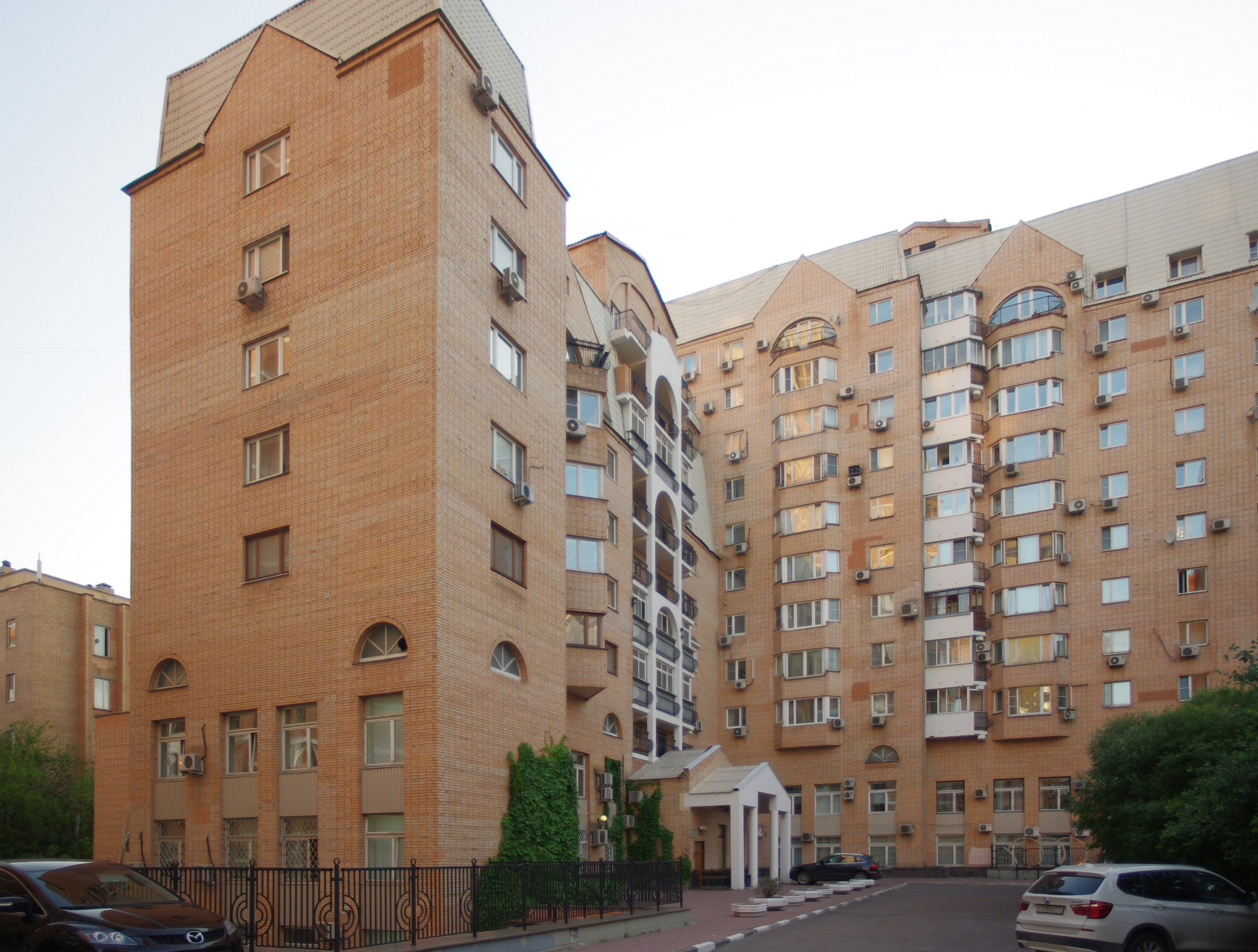
Жилые дома на Зоологической улице

Родился 10 июля 1928 года в Казани в семье инженера-мостостроителя. С 1945 по 1951 год учился в Московском архитектурном институте (МАРХИ), где его преподавателями были Бархины, Г. Я. Мовчан, М. П. Парусников, С. X. Сатунц.
После окончания МАРХИ работал в институте «Гипрогор», в мастерской А. И. Зайцева. Занимался планировкой кварталов, выполнил проекты жилых домов в Челябинске, здания обкома КПСС в Кемерове и других общественных зданий. Принимал участие в проектировании Дворца пионеров в Москве. В 1958 году поступил на работу в Моспроект. С 1962 года работал главным архитектором в мастерской № 20 Моспроекта, впоследствии преобразованной в мастерскую № 8. Этой мастерской руководил А. Г. Рочегов, а затем В. А. Нестеров.
В качестве руководителя крупной бригады вместе с А. Г. Рочеговым и В. А. Нестеровым принимал участие массовой в застройке районов Северное Богородское, Колошино, Сокольники, Открытого шоссе. Параллельно занимался проектированием общественных зданий в этих районах. Совместно с В. А. Нестеровым и Б. И. Шапиро выполнил проект дворца спорта «Сокольники». В тот же период А. М. Половников выполнил проект Центрального дома культуры железнодорожников, который не был осуществлён.
В 1972 году А. М. Половников возглавил мастерскую № 9 Моспроекта (впоследствии — № 16), занимавшуюся застройкой Краснопресненского, Тушинского и Ворошиловского районов Москвы. Он также занял должность главного архитектора Северо-Западной планировочной зоны. На этой должности он руководил проектированием застройки центральной части Тушина и улицы Свободы. Разработанные А. М. Половниковым проекты застройки Тушинской поймы и «Тушинской чаши» не были осуществлены. В Ворошиловском и Краснопресненском районах он руководил застройкой проспекта Маршала Жукова, завершением застройки жилого района Хорошёво-Мнёвники. Разрабатывались проекты застройки улицы Народного Ополчения, Щукинской площади, жилых домов на Грузинских улицах и на 2-й Брестской. Были построены жилые дома на Большевистской улице и комплекс посольства и торгового представительства Польши (совместно с польскими архитекторами). А. М. Половников руководил разработкой проекта жилого района Строгино.
Длительный период А. М. Половникова работал в творческом содружестве с архитекторами Б. И. Шапиро и Ю. С. Хлебниковым.
Ряд проектов А. М. Половников выполнил за рубежом. В частности, им было построено посольство СССР в Катманду (Непал). Комплекс торгового представительства СССР в Варшаве в 1978 году был отмечен архитектурной премией «Мисс Варшава» как лучший проект года. Он также работал над проектом генконсульства СССР в Пакистане и памятником Ленину в Дели.
Совместно со скульпторами работал над памятником генералу Карбышеву, монументом памяти революции 1905 года, памятником Ленину в Мценске.
Принимал участие в архитектурных конкурсах, лауреат премий. Среди конкурсных проектов А. М. Половникова клубы, кинотеатры, проект павильона для ВДНХ. Им был разработан конкурсный проект художественного оформления проспекта Калинина, въезда в город, бульвар Романтиков, предложение по новому зданию средней школы в районе Строгино.
В постсоветское время в качестве руководителя мастерской принимал участие в застройке района Митино. Помимо типовых домов под руководством А. М. Половникова коллективом мастерской был выстроен микрорайон домов, построенных по 38 индивидуальным проектам.
Автор серии графических работ на тему романа Михаила Булгакова «Мастер и Маргарита».
Член Союза архитекторов СССР, член правления Московского отделения Союза архитекторов, председатель секции монументальной пропаганды и синтеза искусств, член правления Главного архитектурно-планировочного управления. Избирался депутатом районного совета.
В последние годы занимался темой строительства городов в Сибири.
Жил в Москве по адресу: улица Гастелло, 10. Умер 30 марта 2021 года.

## Реализованные проекты
- Дворец спорта «Сокольники» (1974; совместно с В. А. Нестеровым и Б. И. Шапиро[6]; снесён в 2021)
- Дом № 22 на Русаковской улице с магазинами на первом этаже[6]
- Дом № 39 на Большой Грузинской улице[4]
- Дом № 57с1 на Большой Грузинской улице[4]
- Дом № 73—78 на Тишинской площади[4]
- Дом № 8 на улице Маршала Малиновского[4]
- Дом пионеров Ворошиловского района (улица Маршала Тухачевского, 20к1)[4]
- Кинотеатр «Орион» на улице Лётчика Бабушкина, 26 (1988; совместно с Б. И. Шапиро[4]; снесён в 2019 году)
- Памятник генералу Карбышеву на бульваре Генерала Карбышева (1980; совместно со скульптором В. Е. Цигалём)[4]
- Жилой дом № 25 на Садово-Кудринской улице (1997)[5]
- Административное здание на улице Гашека, дом № 7 (1995, совместно с американскими архитекторами)[5][8]
- Административное здание «Диалог» в Елоховском проезде (1990-е)[5][3]
- Административный комплекс на Разгуляе (Новая Басманная улица, 37А; 1998)[2][5]
- Комплекс жилых домов с инфраструктурой на Зоологической улице (1993-2003)[2][5]
- Здание «Макдональдса» на площади Краснопресненская Застава (улица Красная Пресня, 31)[3]
- Здание компании «Лиггет-Дукат»[3]
- Коттеджный посёлок в районе Куркино[3]
- Высотные дома в 32 и 35 этажей на Ленинградском шоссе в составе комплекса «Левобережный-2» (2009)[2]

## Награды и звания
- Заслуженный архитектор РСФСР (1985)[10]
- Заслуженный строитель ПНР[4]
- Почётный строитель города Москвы[1]
- Медаль «За высокое зодческое мастерство»[1]
- Орден «За профессиональную честь, достоинство и почетную деловую репутацию»[1]

## Память
В марте 2022 года и в ноябре 2024 года в Центральном доме архитектора проходили выставки, посвящённые памяти А. М. Половникова.

## Семья
- Дочь — училась в Московском архитектурном институте[11]..